# Trachymyrmex bugnioni
Trachymyrmex bugnioni är en myrart som först beskrevs av Auguste-Henri Forel 1912.  Trachymyrmex bugnioni ingår i släktet Trachymyrmex och familjen myror. Inga underarter finns listade i Catalogue of Life.

## Bildgalleri

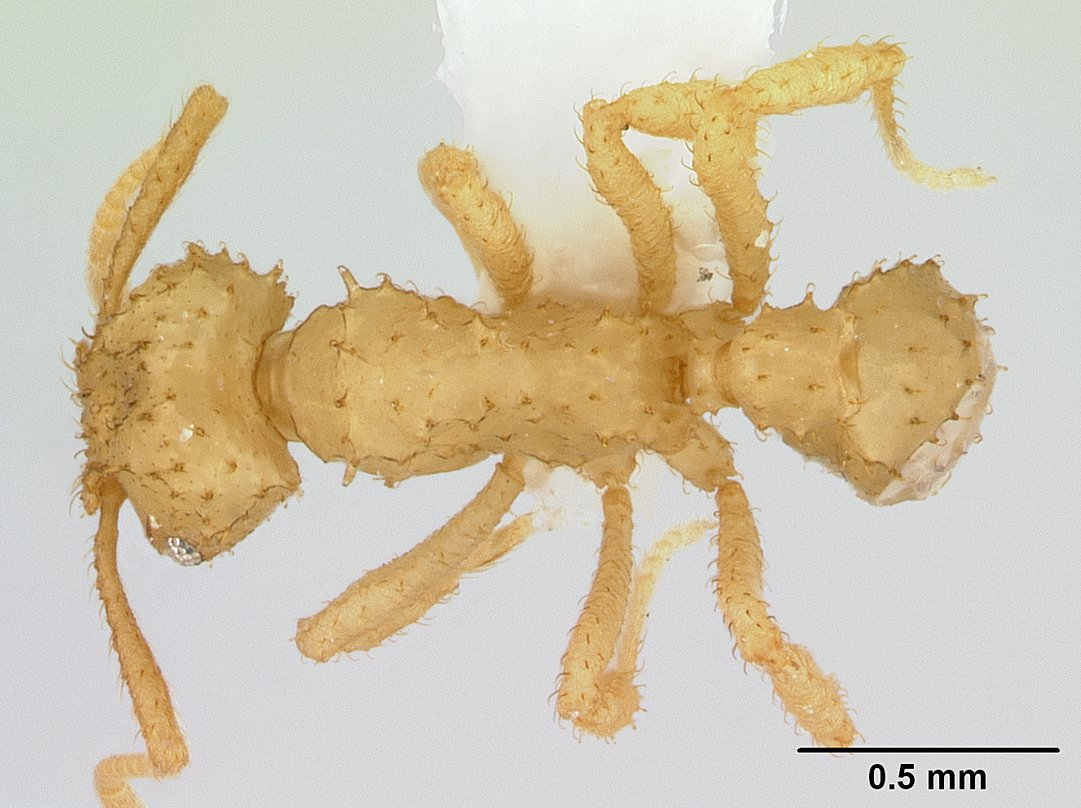
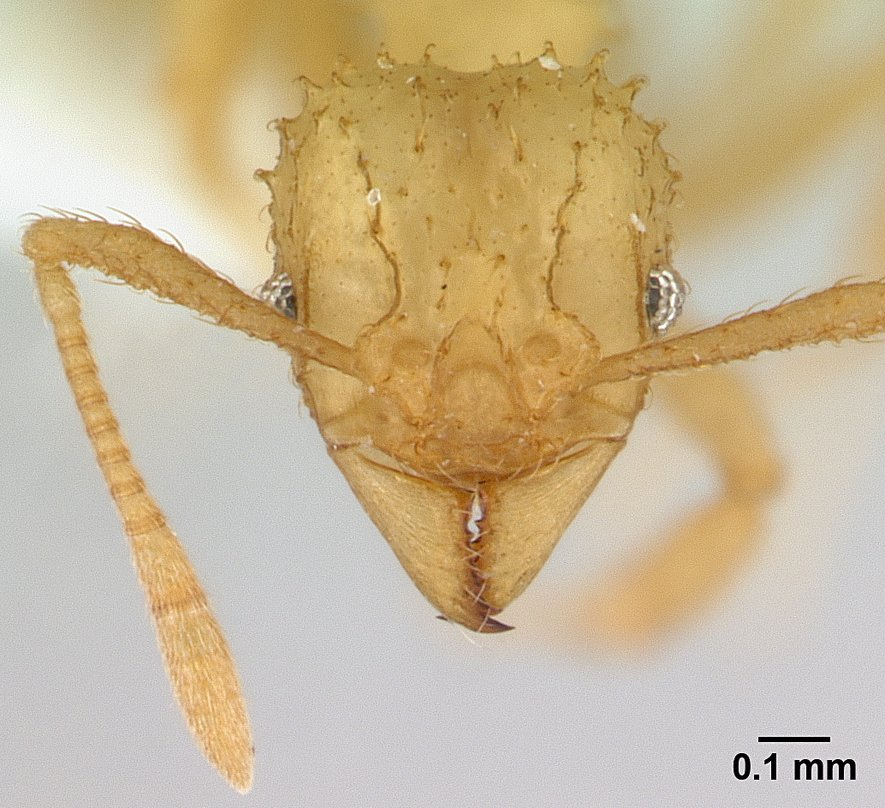
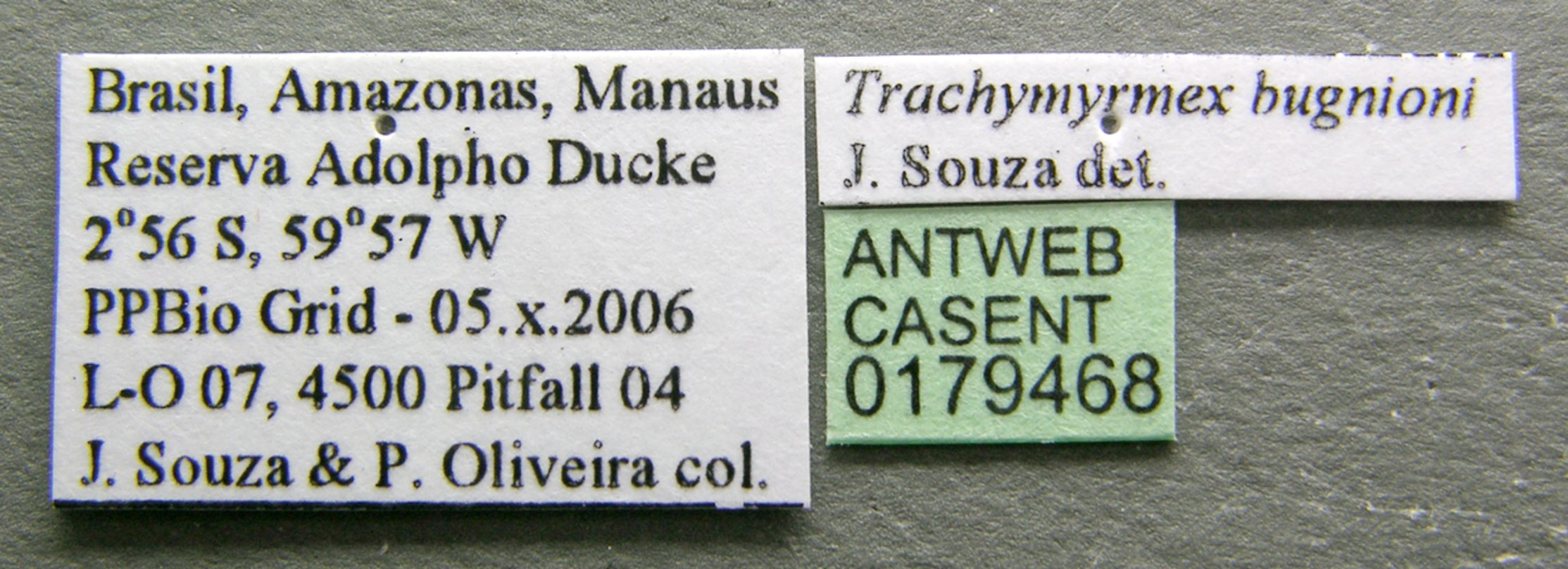
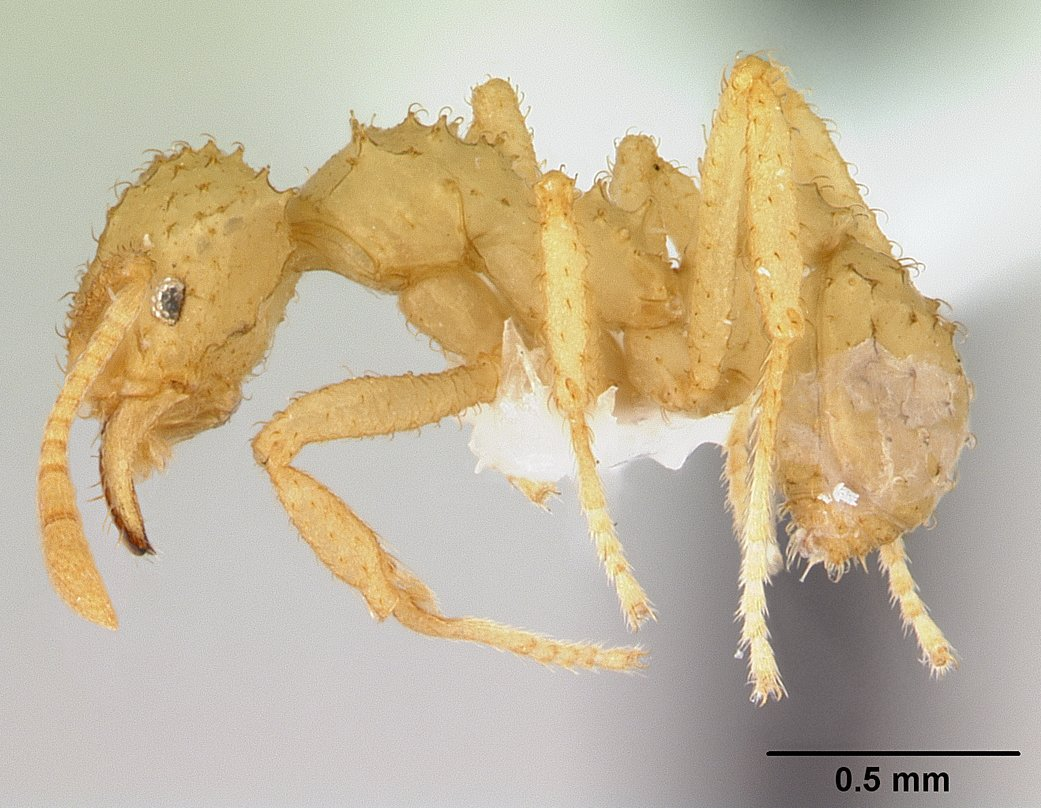